# Joaquín José de Landázuri y Romarate
Joaquín José de Landázuri y Romarate (Vitoria, 1730-Vitoria, 13 de agosto de 1805) fue un historiador, sacerdote y político español.

## Biografía
Natural de Vitoria, sus padres lo bautizaron el 15 de mayo de 1730 en la iglesia de Santa María con los nombres de Juachin Joseph Domingo Antonio. Su familia tenía posibles, lo que le permitió llevar una vida desahogada. Transcurrió esta a caballo entre la capital alavesa y la localidad guipuzcoana de Vergara, de donde era su esposa y en la que llegaría a ostentar el cargo de alcalde. Fue, asimismo, diputado general de Guipúzcoa durante siete años. Llegó a ser miembro de la Real Sociedad Bascongada de los Amigos del País, pero sus posturas chocaron con las de Xavier María de Munibe e Idiáquez, conde de Peñaflorida.
Con la idea de confeccionar una historia de la provincia de Álava, se le permitió valerse de los archivos existentes, de cuya revisión nacerían obras como Historia civil, eclesiástica, política y legislativa de la M. N. y M. L. ciudad de Vitoria, sus privilegios, exenciones, franquezas y libertades, deducidas de memorias y documentos auténticos, Madrid (1780), Historia civil de la M. N. y M. L. provincia de Álava, deducida de autores originales y documentos auténticos (1798, imprenta de Baltasar Manteli), Los compendios históricos de la ciudad y villas de la M. N. y M. L. provincia de Álava, recopilados de los documentos de sus archivos y de otros del Reyno (1798), Los varones ilustres alaveses, y los fueros, exenciones, franquezas y libertades de que siempre ha gozado la M. N. y M. L. Provincia de Álava. Deducido de documentos auténticos y autores originales (1799) y Suplemento a los quatro tomos de la historia de la M. N. y M. L. provincia de Álava: disertaciones y apéndices de documentos literales para pruebas e ilustración de su historia civil y eclesiástica (1799). Quedaron también sin publicar una Antigua y moderna geografía de esta provincia, su gobierno político y militar y toda su historia civil. Si bien Vitoria y Álava estuvieron en el centro de su estudio, sus obras no solo abordaron esa ciudad y esa provincia, sino que fueron más allá con obras como Historia del ilustre País Bascongado comprendido en sus tres M. N. y M. L. provincias: el Señorío de Bizcaya, Guipúzcoa, y Álava, Historia eclesiástica y política de Vizcaya, Geografía de Vizcaya, Historia de Hombres Ilustres de Vizcaya, Historia de Guipúzcoa y Treviño Ilustrado, si bien algunas no saldrían de imprenta hasta años después de fallecido. Dice Gazteiz sobre su obra que se cimenta sobre una «escrupulosa objetividad», «bajo las bases de una certera documentación».
La publicación de la historia de Álava le llevó a enzarzarse con Rafael de Floranes, que le acusó de plagio. Este le habría prestado documentación y, si bien la obra de Landázuri distaba de la de Floranes, sí evitó el vitoriano mencionar su ayuda.
Landázuri, que tuvo varios hijos, algunos nacidos en Vitoria y otros en Vergara, falleció en la capital alavesa en 1805, habiendo padecido disentería. Una calle de la ciudad lo recuerda con su nombre.

## Obras
- Historia civil, eclesiástica, política, y legislativa de la M. N. y M. L. ciudad de Victoria (1780), en la imprenta de Pedro Marín
- Historia eclesiástica de la M. N. y M. L. provincia de Álava... (1797), en la imprenta de Miguel de Cosculluela
- Historia civil de la M.N. y M.L. provincia de Álava..., en dos volúmenes (1798), en la imprenta de Baltasar Manteli
- Los compendios históricos de la ciudad y villas de la M. N. y M. L. provincia de Álava (1798), en la imprenta de Miguel de Cosculluela, 1798
- Suplemento a los quatro tomos de la historia de la M.N. y M.L. provincia de Álava (1799), en la imprenta de Baltasar Manteli
- Los varones ilustre alaveses y los fueros, exènciones, franquezas y libertades de que siempre ha gozado la M.N. y M. L. provincia de Álava (1799), en la imprenta de Baltasar Manteli